# ایرینا بلتسکایا
ایرینا بلتسکایا (انگلیسی: Irina Beletskaya؛ زاده ۱۰ مارس ۱۹۳۳) یک مخترع و شیمی‌دان اهل روسیه در زمینه شیمی آلی فلزی است.